# Тејана
Tејана (укр. Тетяна Михайлівна Решетняк; Черновци, 29. септембар 1984) је украјинска певачица и композиторка.

## Дискографија
- TAYANNA. Портреты (2016)
- Тримай мене (2017)